# وایت پست (ویرجینیا)
وایت پست (به انگلیسی: White Post) یک منطقهٔ مسکونی در ایالات متحده آمریکا است که در شهرستان کلارک، ویرجینیا واقع شده‌است.